# Пшивітово
Пшивітово (пол. Przywitowo) — село в Польщі, у гміні Скрвільно Рипінського повіту Куявсько-Поморського воєводства.
Населення — 306 осіб (2011).
У 1975-1998 роках село належало до Влоцлавського воєводства.

## Демографія
Демографічна структура станом на 31 березня 2011 року:
|          | Загалом | Допрацездатний вік | Працездатний вік | Постпрацездатний вік |
| -------- | ------- | ------------------ | ---------------- | -------------------- |
| Чоловіки | 143     | 27                 | 99               | 17                   |
| Жінки    | 163     | 37                 | 90               | 36                   |
| Разом    | 306     | 64                 | 189              | 53                   |